# Tour de Flandes 1965
El Tour de Flandes 1965, la 49.ª edición de esta clásica ciclista belga. Se disputó el 17 de abril de 1965.
El ganador fue el holandés Jo De Roo, que se impuso al esprint a su compañero de fuga, el belga Edward Sels. En tercera posición finalizó el belga Georges Van Coningsloo. 

## Clasificación General
| Posición | Ciclista               | Equipo                   | Tiempo     |
| -------- | ---------------------- | ------------------------ | ---------- |
| 1        | Jo De Roo              | Televizier               | 5h 47' 29" |
| 2        | Edward Sels            | Solo-Superia             | m. t.      |
| 3        | Georges Van Coningsloo | Peugeot-BP-Michelin      | + 33"      |
| 4        | Willy Vannitsen        | Ford France-Gitane       | m. t.      |
| 5        | Jean Stablinski        | Ford France-Gitane       | m. t.      |
| 6        | Rik van Looy           | Solo-Superia             | m. t.      |
| 7        | Carmine Preziosi       | Pelforth-Sauvage-Lejeune | + 58"      |
| 8        | Gustaaf De Smet        | Wiel's-Groene Leeuw      | m. t.      |
| 9        | Arthur Decabooter      | Wiel's-Groene Leeuw      | m. t.      |
| 10       | Victor Van Schil       | Mercier-BP-Hutchinson    | m. t.      |